# С (электропоезд)
Электропоезд С — ряд серий электропоездов различных модификаций, строившихся и эксплуатировавшихся в СССР с 1929 года. Название серии говорит о том, что электропоезда создавались для работы на Северных железных дорогах.

## Первые серии (дляконтактной сети1500 В)
В середине 1920-х годов в связи с возросшим объёмом перевозок на участках Москва — Мытищи, Москва — Ожерелье, Москва — Пушкино и Мытищи — Щёлково встал вопрос об их электрификации и переводе на моторвагонную тягу. Предполагалось электрифицировать дорогу с использованием системы постоянного тока напряжением 1500 В. Выбор этой системы тока был продиктован следующими обстоятельствами:
- для однофазного тока необходимо было бы устанавливать трансформаторы в моторные вагоны, что привело бы к их утяжелению и удорожанию производства. Кроме того, тяговые электродвигатели (ТЭД) постоянного тока более приспособлены к режиму с частыми пусками, что важно для пригородного движения;
- по сравнению с напряжением 600—800 В для контактной сети требовалось значительно меньше меди;
- на тот момент не рассчитывали на постройку надёжного электрооборудования для сети напряжением 3000 В.

В июле 1929 года были закончены работы по электрификации участка Москва — Мытищи Северной железной дороги. С 3 августа 1929 года на нём открылось пробное движение электропоездов. В 1930 году на моторвагонную тягу были переведены участки Мытищи — Болшево (1 марта), Мытищи — Пушкино (1 июля), Болшево — Щёлково (1 октября) и Пушкино — Правда (1 ноября).
Плюсами введения моторвагонной тяги стали экономия топлива, уменьшение числа необходимых паровозов и вагонов для обслуживания пассажирских линий и ускорение движения (например, путь от Москвы до Обираловки стал преодолеваться за 32 минуты вместо 1 часа при движении на паровой тяге).
Первоначально электропоезда состояли из одной-двух моторвагонных секций, однако с ростом пассажиропотока число секций возросло до трёх (9 вагонов). Часть вагонов могла отцепляться на промежуточных станциях с целью повышения экономичности перевозок.
С 1933 по 1945 год на моторвагонное обслуживание было переведено множество участков железных дорог, как пригородных, так и междугородных, таких как Ленинград — Ораниенбаум (Ленинград — Лигово (март 1933 г.), Лигово — Новый Петергоф (6 сентября 1933 г.), Новый Петергоф — Ораниенбаум (25 декабря 1933 г.)), Ленинград — Гатчина (Ленинград — Лигово (март 1933 г.), Лигово — Красное Село — Гатчина (август 1938 г.)), Москва — Подольск (1939 г.), Москва — Нахабино (1945 г.), Минеральные воды — Кисловодск (1936 г.), Москва — Обираловка (1933 г.), Реутов — Балашиха (1934 г.), Москва — Раменское (до Люберец в 1933 году, до Быкова в 1934 году, до Раменского в 1935 году), Москва — Кунцево (1943 г.) и многие другие.

### СВ

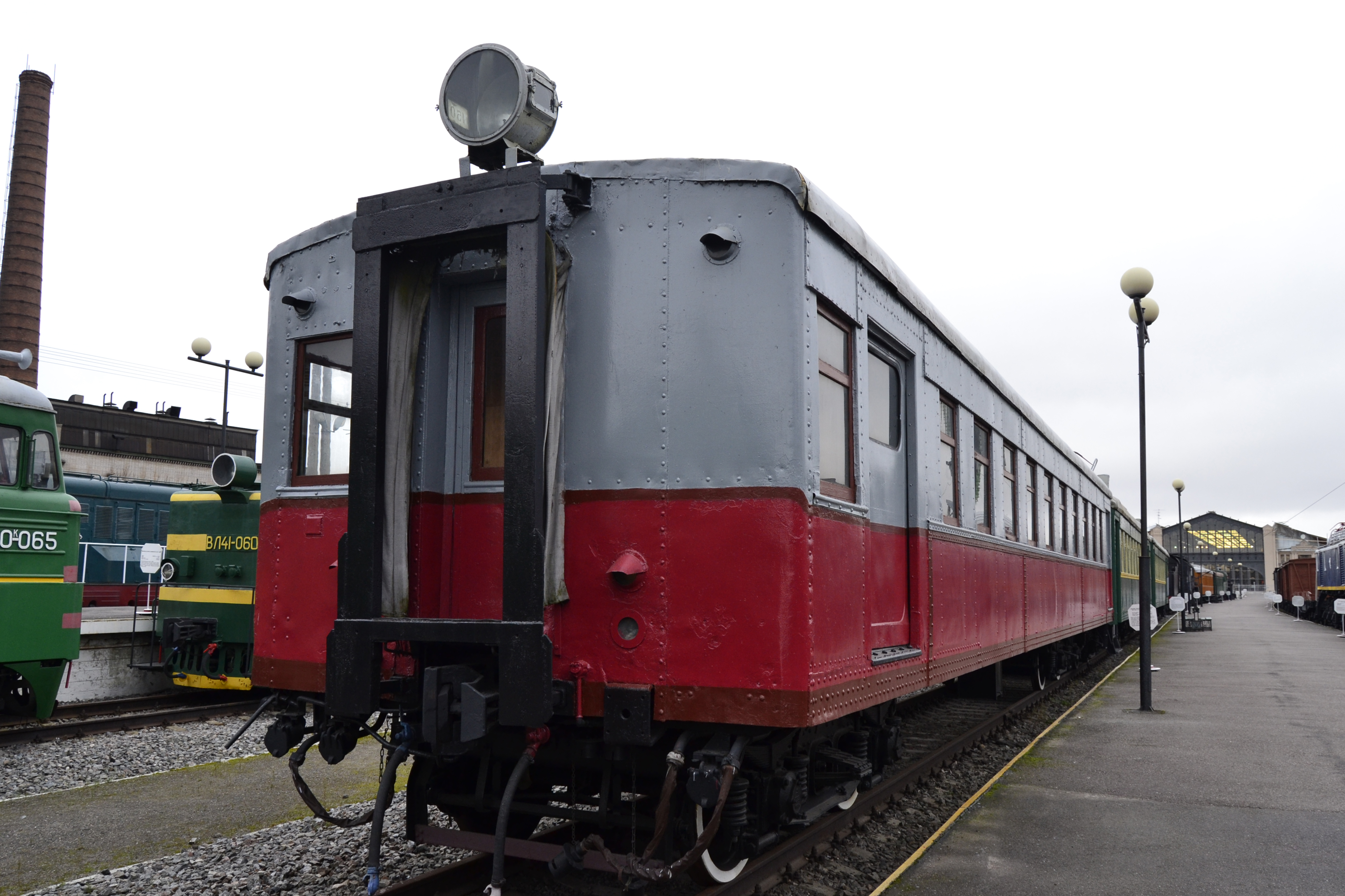
Прицепной вагон электропоезда С, переоборудованный из С, с пневматическими дверями

В 1929 году было построено девять трёхвагонных секций для обслуживания участка Москва — Мытищи. Механическая часть вагонов изготавливалась Мытищинским вагоностроительным заводом, тяговые электродвигатели — заводом «Динамо», электрооборудование — английской фирмой Метрополитен Виккерс. Первоначально вагоны получили обозначение ЭМ (электромоторный) и Э (просто электровагон). С 1936 года серия стала обозначаться СВ, так как поезда эксплуатировались на Северных железных дорогах и использовали электрооборудование фирмы Виккерс.
Каждая секция СВ состояла из моторного вагона и двух прицепных, один из которых имел багажное отделение. Каждый вагон, как моторный, так и прицепной, имел с одного из торцов кабину машиниста.
Вагоны были шире, чем пассажирские (3480 мм против 3100 мм), что увеличивало их вместимость — в одном ряду размещалось 6 сидений. Для ускорения посадки пассажиров двери вагонов были двойные и достаточно широкие, без ступенек (то есть предназначались только для эксплуатации на участках с высокими платформами).
Для подключения к контактной сети на крыше каждого моторного вагона устанавливались два токоприёмника типа пантограф (рабочий и резервный), а также переключатель пантографов.
Моторный вагон имел четыре тяговых электродвигателя (ТЭД) типа ДП-150 производства завода «Динамо». Параметры ТЭД:
- мощность (часовая/продолжительная) — 150/110 кВт;
- скорость (в часовом режиме/конструкционная) — 45/85 км/ч;
- частота вращения якоря — 860/970 об./мин.;
- передаточное число к колёсной паре — 70:19.

Для регулирования скорости движения поезда использовалось изменение напряжения на тяговых электродвигателях путём их включения последовательно или параллельно друг другу, а также ослабление возбуждения ТЭД. Каждые два тяговых двигателя были постоянно включены последовательно, образуя группу тяговых двигателей; моторный вагон имел 2 таких группы двигателей. Эти группы двигателей можно было включать последовательно (при этом напряжение на каждом двигателе составляло 375 В) либо параллельно. На параллельном соединении тяговые двигатели образовывали две параллельные ветви по 2 последовательных двигателя в каждой; при этом напряжение на каждом двигателе составляло 750 В. На параллельном соединении было возможно применение ослабления возбуждения двигателей. Для этого отключалась часть витков обмоток возбуждения ТЭД (35,5% витков).
С целью ограничения тока при включении двигателей, а также при изменении схемы их соединения, в цепь двигателя вводился пусковой реостат. Вывод реостата (реостатный пуск моторных вагонов) осуществлялся автоматически при помощи реле ускорения. Как только ток двигателей снижался до допустимого, реле ускорения разрешало вывод части реостатов.
Включение тяговых двигателей, переключение их соединений и вывод пускового реостата выполнялись 19 индивидуальными электропневматическими контакторами. Изменение направления вращения тяговых двигателей осуществлялось путём изменения направления тока в их обмотках возбуждения с помощью реверсора  —двухпозиционного переключателя барабанно-пальцевого типа с электропневматическим приводом. Управление контакторами и реверсорами осуществлялось с помощью электрических сигналов низкого напряжения (50 В), поступавших от контроллера машиниста в кабине машиниста.
От перегрузок и коротких замыканий тяговые двигатели защищались с помощью реле максимального тока, отключавшим линейные контакторы, а также главным предохранителем, установленным на крыше моторного вагона. При повреждении одного из тяговых двигателей предусматривалась возможность отключения неисправной группы тяговых двигателей; в этом случае моторный вагон продолжал движение на двух двигателях, оставшихся в работе.
Контроллер машиниста был установлен в кабине машиниста каждого вагона. Первоначально в тамбуре моторного вагона, противоположном кабине машиниста, также устанавливали контроллер и тормозной кран. Контроллер машиниста был барабанно-пальцевой конструкции и имел 2 рукоятки - съёмную реверсивную и главную. Реверсивная рукоятка имела 5 положений: нулевое, 2 положения "Вперёд" (для режимов автоматического и ручного пуска) и 2 положения "Назад" (для этих же режимов). Главная рукоятка имела 7 положений: нулевое, 4 рабочих (1—4), а также положения "2-А" и "3-А". В положении 0 тяговые двигатели были обесточены. В положении 1 тяговые двигатели каждого моторного вагона соединялись последовательно и подключались к контактной сети через полностью введенный пусковой реостат. В положении 2 пусковой реостат в несколько этапов (ступеней) автоматически выводился из цепи двигателей; после вывода реостата напряжение на каждом двигателе составляло 375 В. В положении 3 обе группы тяговых двигателей каждого моторного вагона включались параллельно друг другу; для ограничения тока в цепь каждой группы вводился пусковой реостат. Далее пусковой реостат снова автоматически выводился из цепи двигателей; после его вывода напряжение на каждом двигателе составляло 750 В. В положении 4 на параллельном соединении тяговых двигателей включалось ослабление возбуждения двигателей. Положения "2-А" и "3-А" использовались в режиме ручного пуска для фиксации ступеней пускового реостата. Во время движения машинист должен был держать главную рукоятку контроллера нажатой, в противном случае она поднималась и отключала питание цепей управления, а также выпускала воздух из тормозной магистрали, вызывая остановку поезда.
Цепи управления и освещения каждой секции питались постоянным током напряжением 50 В от мотор-генератора (динамотора) типа MB-1500/50 фирмы Виккерс, преобразующим постоянное напряжение 1500 В контактной сети в постоянное напряжение 50 В. При опущенных токоприёмниках цепи управления и освещения питались от аккумуляторной батареи. Батарея и мотор-генератор находились под кузовом каждого моторного вагона.

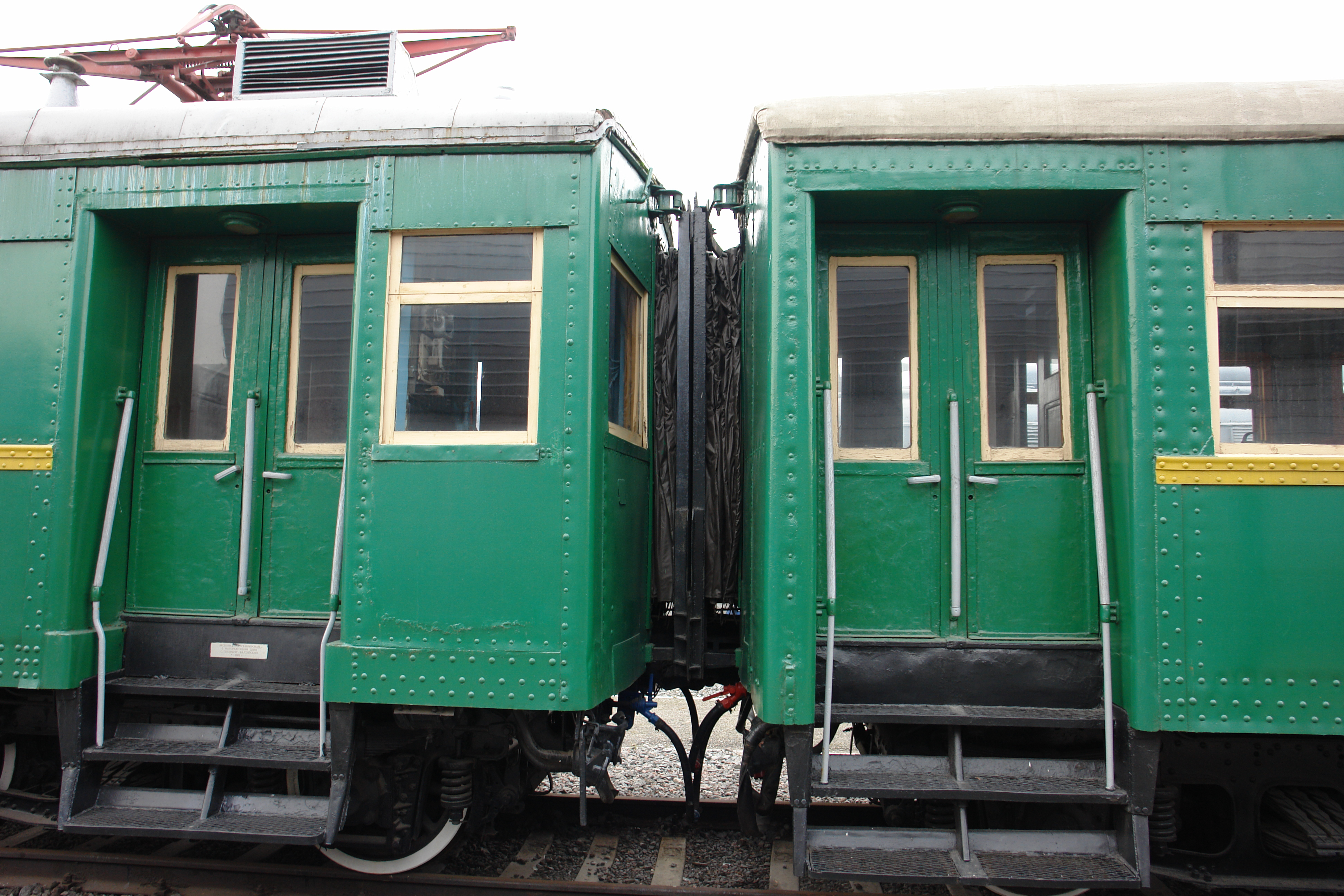
Вагоны С−027, переоборудованные из С_{В}

Для получения сжатого воздуха секции СВ имели мотор-компрессоры — сначала компрессоры СМ-28 системы Вестингауза, а затем — отечественные компрессоры Э-400 с электродвигателями ЭК-15/1. В качестве электродвигателей компрессоров использовались коллекторные двигатели постоянного тока, питавшиеся напряжением 1500 В от контактной сети.
Всего за период с 1929 по 1934 год было выпущено 33 моторвагонных секции серии СВ.
В начале 1941 года один из моторных вагонов этой серии (№ 014) был оборудован вторым постом управления, устройствами для ручного пуска и был превращён в вагон-локомотив, предназначавшийся для почтово-багажных поездов пригородного движения.
Слабым местом моторных вагонов серии СВ оказались тяговые двигатели, в которых использовалась хлопчатобумажная изоляция проводников обмотки якоря. В дальнейшем её заменили полуслюдяной изоляцией.

### СД

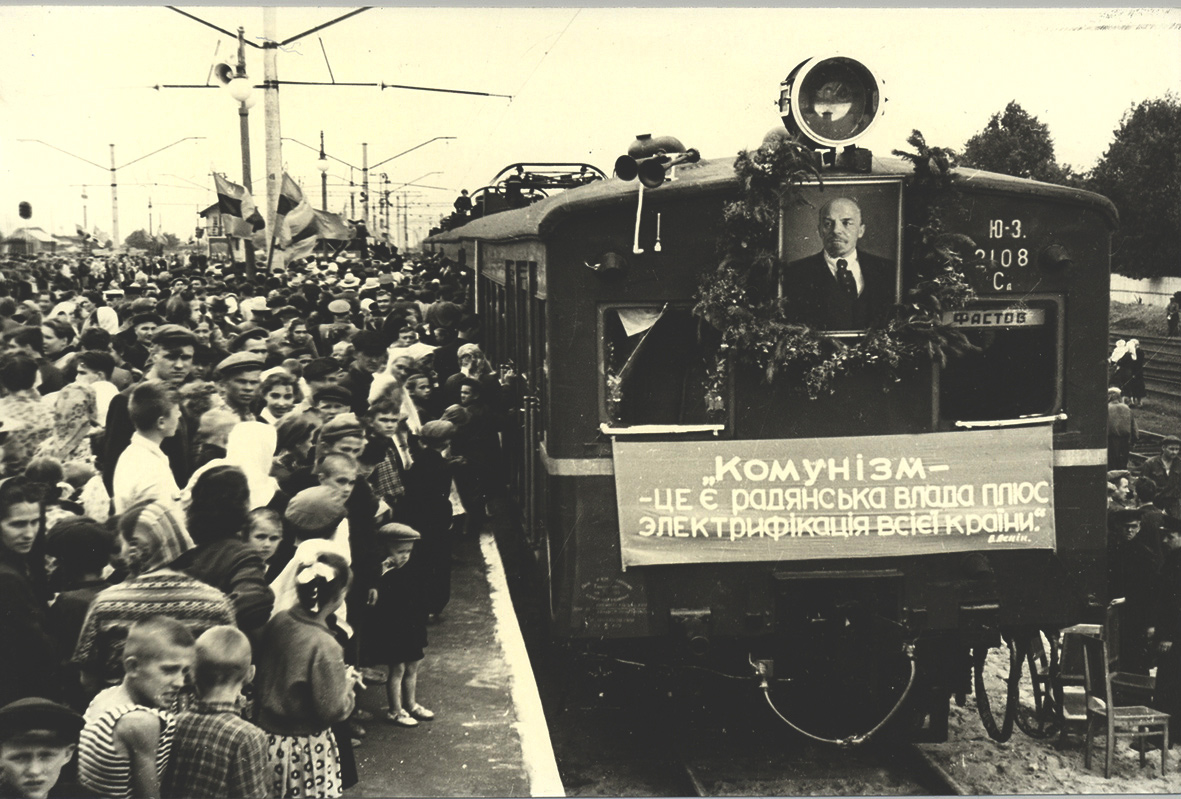
Электропоезд С_{д}−108 на станции Фастов, 1958 год

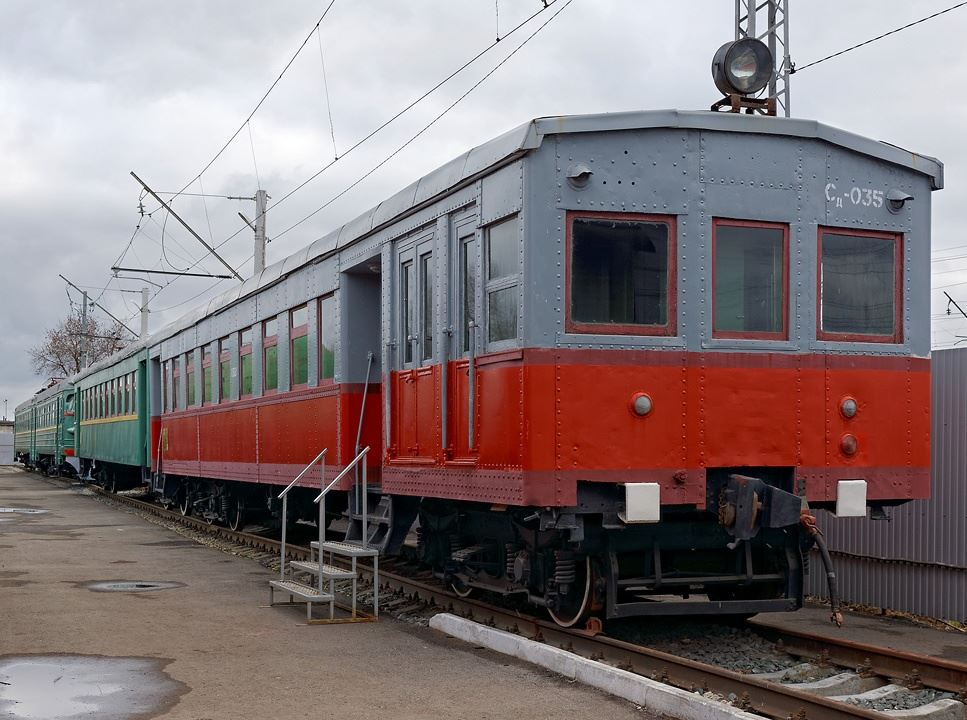
Прицепной вагон электропоезда С_{д}−035 в Поволжском музее железнодорожной техники

Возросшие потребности электрифицированных железных дорог призваны были удовлетворить электропоезда новой серии, строившиеся с 1932 года всё теми же заводами «Динамо» и Мытищинским вагоностроительным. Серия получила обозначение СД, что свидетельствовало о том, что вместо импортного электрооборудования фирмы Виккерс новые моторвагонные секции оснащались электрооборудованием, производимым заводом «Динамо» по техническим материалам компании Дженерал Электрик.
Первая трёхвагонная секция с моторным вагоном СД−031 поступила на участок Москва — Обираловка, открытый для движения электропоездов 8 марта 1933 года.
Основным отличием вагонов данной серии от серии СВ являлось именно электрооборудование.
Начиная с 1935 года вместо тяговых электродвигателей (ТЭД) ДП-150 использовались более мощные конструктивно улучшенные ТЭД ДПИ-150. Моторный вагон СД при часовом режиме ТЭД развивал скорость 46,8 км/ч (мощность — 665 кВт). Конструкционная скорость была определена равной 85 км/ч. Масса моторного вагона без пассажиров составляла 58,9 т, прицепного — 37,5—38,3 т (в зависимости от наличия багажного отделения).
В ходе выпуска в конструкцию вагонов вносился ряд изменений, таких как:
- оборудование автосцепкой СА-3;
- переход на ТЭД ДПИ-152 (его характеристики не изменились по сравнению с ДПИ-150);
- групповые контроллеры, обеспечивавшие более плавный разгон поезда;
- оборудование мягкими диванами.

Всего с 1932 по 1941 год было выпущено 232 моторвагонных секции серии СД. При эксплуатации электросекций были выявлены отдельные недостатки, однако в целом серия была признана удачной.
Так же, как и вагоны серии СВ, часть моторных вагонов серии СД переоборудовалась в вагоны-локомотивы. В частности в 1943 году вагон СД15 Баку-Сабунчинской линии был переделан на Тбилисском паровозо-вагоноремонтном заводе в вагон-электровоз и получил обозначение СДМ15. В дальнейшем он водил составы массой до 300 т.
В 1938 году была выпущена опытная секция (один моторный и один прицепной вагоны) для работы на постоянном токе напряжением 3000 В. Мощности четырёх ТЭД при частых остановках на пригородных участках оказалось недостаточно. Во время Великой Отечественной войны секция пострадала и была восстановлена уже на базе моторного вагона СВ. В 1940-х годах на Пермской железной дороге три секции с моторными вагонами СД были переделаны под напряжение 3000 В путём установки преобразователя напряжения в подцепляемом грузовом вагоне или в электровагоне самой секции. В конце 1940-х годов эти секции были вновь преобразованы в обычные, для работы с 1500 В напряжением контактной сети, и переданы на Октябрьскую и Калининскую дороги.
В 1950 году была попытка оснастить один моторный вагон оборудованием для рекуперативного торможения, однако это было признано малоэффективным.

## Двухсистемные модификации
После 1945 года было принято решение дополнить подвижной состав электрифицированных линий моторвагонными секциями, которые могли бы работать как при напряжении 1500 В, так и при 3000 В. Моторные вагоны, приспособленные для двух напряжений, должны были облегчить постепенный переход со старых 1500 В линий на новые 3000 В.

### СМ

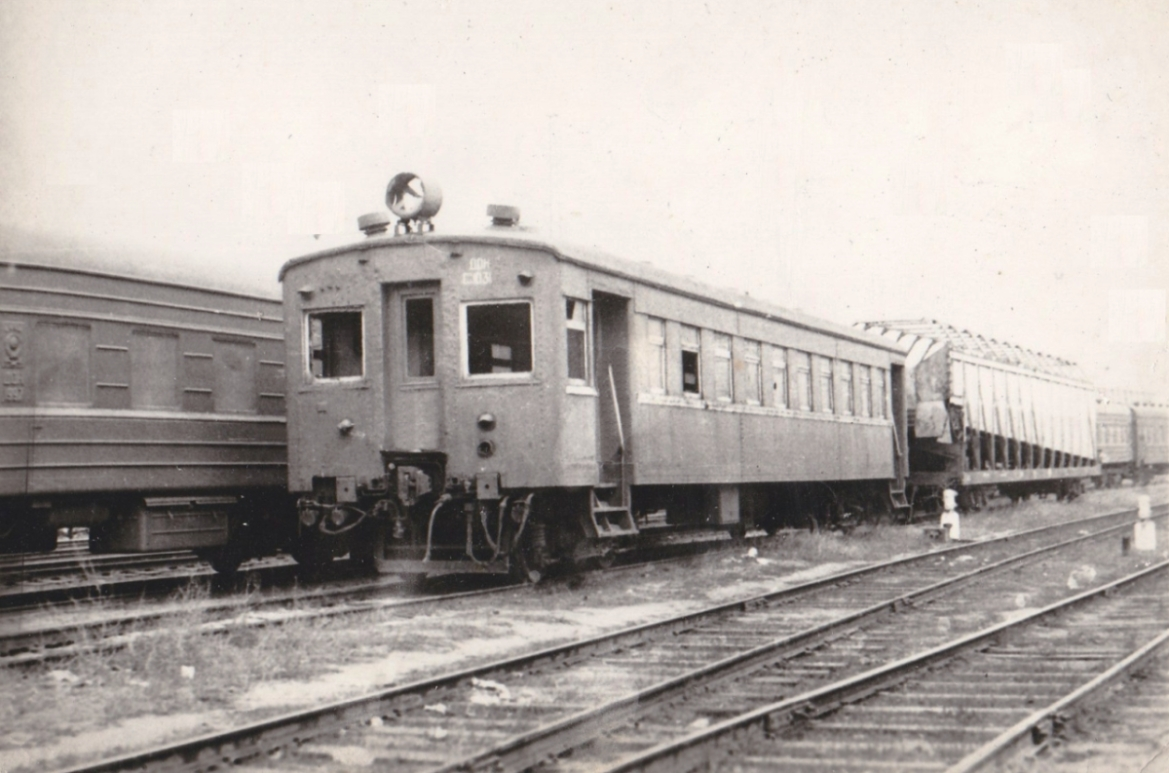
Вагон электросекции С−031, Донецкая область, станция Жданов

В конце 1946 года завод «Динамо» на секции с недостроенным в 1941 году моторным вагоном СД261 установил новое электрооборудование и новые тяговые электродвигатели (ТЭД) ДК-103А. Эта секция стала первой для работы на два напряжения. Серия получила обозначение СМ (для Северной железной дороги, модернизированная).
При разработке аппаратов и электрических схем использовались решения, уже проверенные на моторных вагонах СВ и вагонах метрополитена. Силовая схема состояла из отдельных схем (для ТЭД 1, 2 и 3, 4 соответственно), которые могли соединяться последовательно-параллельно для работы с напряжением 1500 В и последовательно — с напряжением 3000 В. ТЭД ДК-103 имел остов, подобный остову двигателя ДПИ-152, что позволяло производить замену двигателей без переделки тележек. В свою очередь его характеристики были очень близки к характеристикам ТЭД ДПИ-150, что давало возможность совместно работать моторным вагонам с электродвигателями всех трёх типов.
Как и на предшествующих сериях, на крыше моторного вагона располагались два пантографа — рабочий и резервный.
Ряд секций серий СВ и СД был переделан в секции СМ. Также некоторое количество секций СД было оснащено оборудованием на два напряжения, однако остались со старыми ТЭД ДПИ-150.
В 1950 году пять секций серии СВ были оборудованы ТЭД ДК-105 улучшенного по сравнению с ДК-103 типа и получили наименование СМ
В, однако особых преимуществ в ходе эксплуатации выявлено не было.

### СР
Одновременно с переоборудованием старых секций типа СВ и СД Рижский вагоностроительный завод наладил выпуск механической части новых трехвагонных секций и монтаж на них электрооборудования завода «Динамо». Новые вагоны имели лишь незначительные отличия от выпускавшихся Мытищинским вагоностроительным заводом (отсутствие переходных площадок, улучшенные светильники). Данная серия получила обозначение СР (тип Северной железной дороги, постройка Рижского завода).

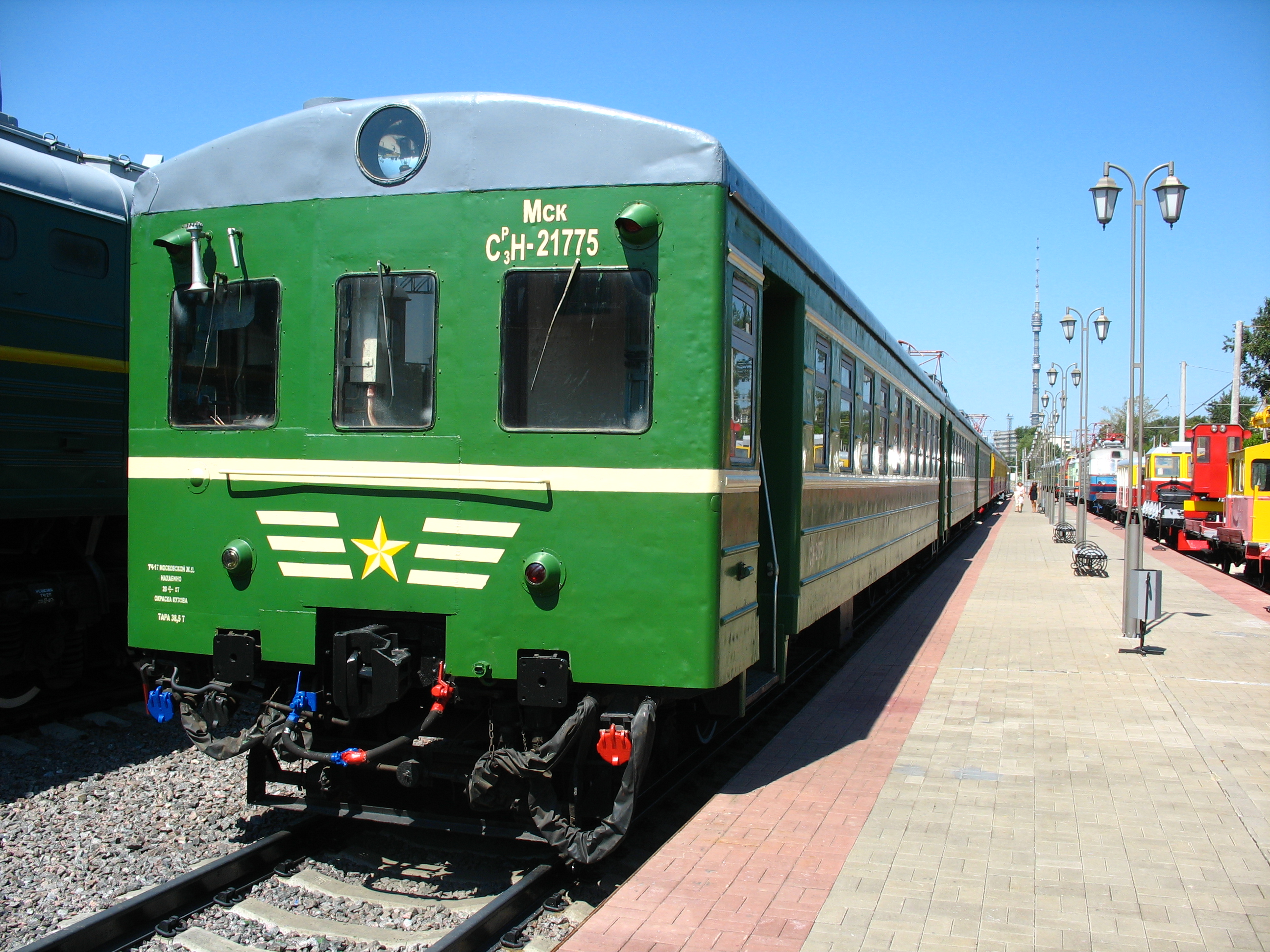
Электропоезд С−1775 в музее истории развития железнодорожного транспорта Московской железной дороги

Первая новая моторвагонная секция была выпущена заводом в начале 1947 года и в этом же году прошла обкатку на Ярославской железной дороге. Всего за год было выпущено семь секций с моторными вагонами серии СР.
Моторные вагоны имели следующие характеристики:
- мощность часового режима — 680 кВт;
- передаточное число тягового редуктора — 70:19;
- скорость часового режима — 45,7 км/ч, конструкционная скорость — 85 км/ч (ограничивалась механической частью);
- масса моторного вагона — 61,5 т, прицепного — 38,2-39 т (в зависимости от наличия багажного отделения).

Секции с моторными вагонами серий СМ и СР могли работать по системе многих единиц с секциями серии СД, что облегчало их эксплуатацию на участках старой системы тока (с напряжением 1500 В).
С 1949 года электрооборудование изготавливалось Рижским электромеханическим заводом.
В связи с принятым решением использовать моторвагонную тягу на участках, электрифицированных с напряжением 3000 В, но не имевших высоких пассажирских платформ (Челябинск, Пермь, Свердловск, Мурманск, Тбилиси и пр.), Рижский завод в 1950 году выпускает часть секций серии СР (заводское обозначение СР-Н) с тамбурами и лестницами для выхода на низкие платформы.
С 1951 года вагоны строились с крышами, покрытыми листовой сталью, вместо деревянных, крытых крашеным брезентом. Часть моторных вагонов этих секций изготавливалась с ТЭД ДК-103В с увеличенным диаметром коллектора.
Всего за период с 1947 по 1952 год Рижским заводом было построено 343 секции серии СР. Секции этого типа использовались в первую очередь на участках, где ещё существовали отрезки с разным напряжением контактной сети, а также в переходный период при переводе различных участков на новую систему тока (с напряжением 3000 В).

## СР3и СМ3— окончательный переход на сеть 3000 В

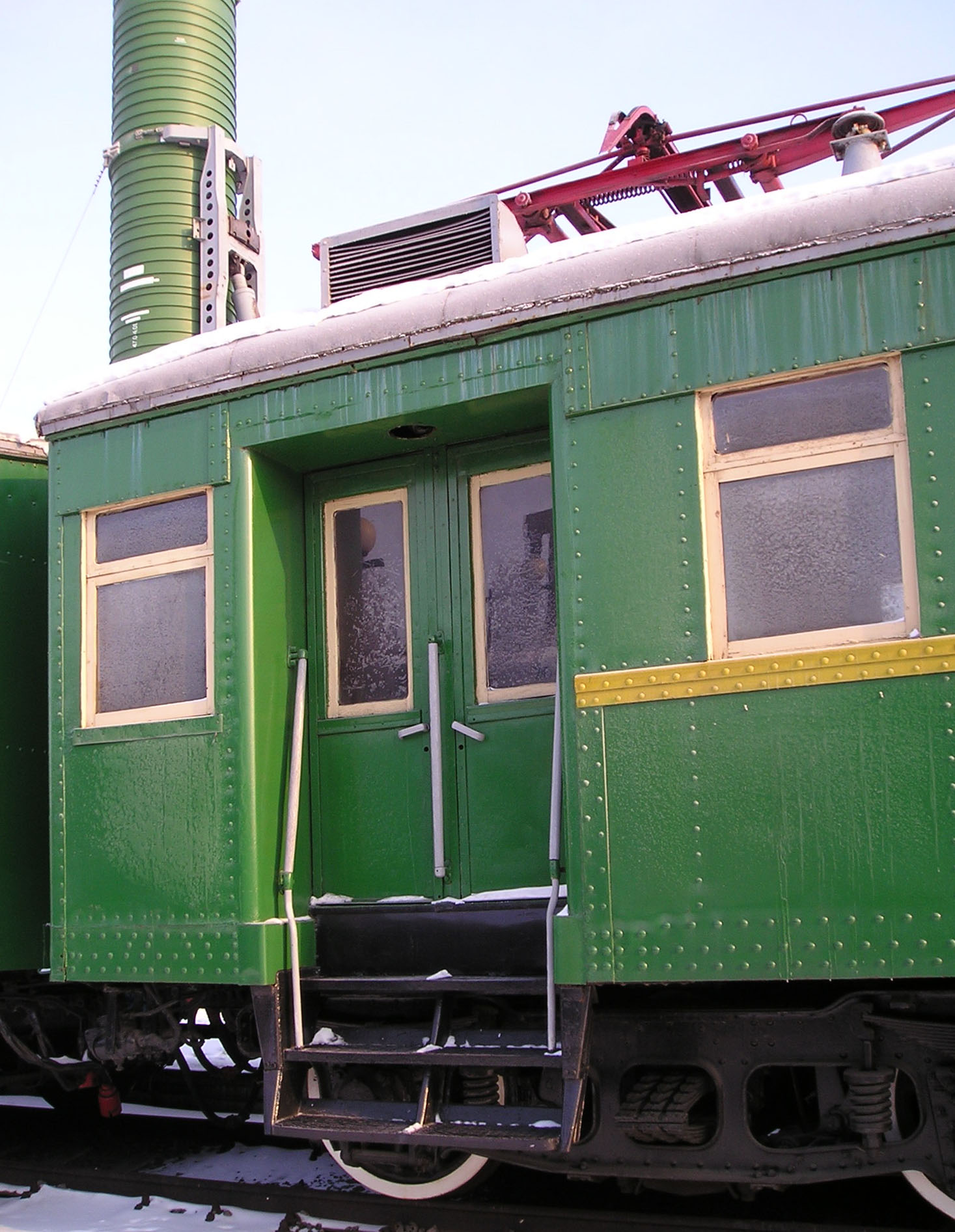
Моторный вагон электропоезда С, переоборудованный из С, с лестницей для низких платформ

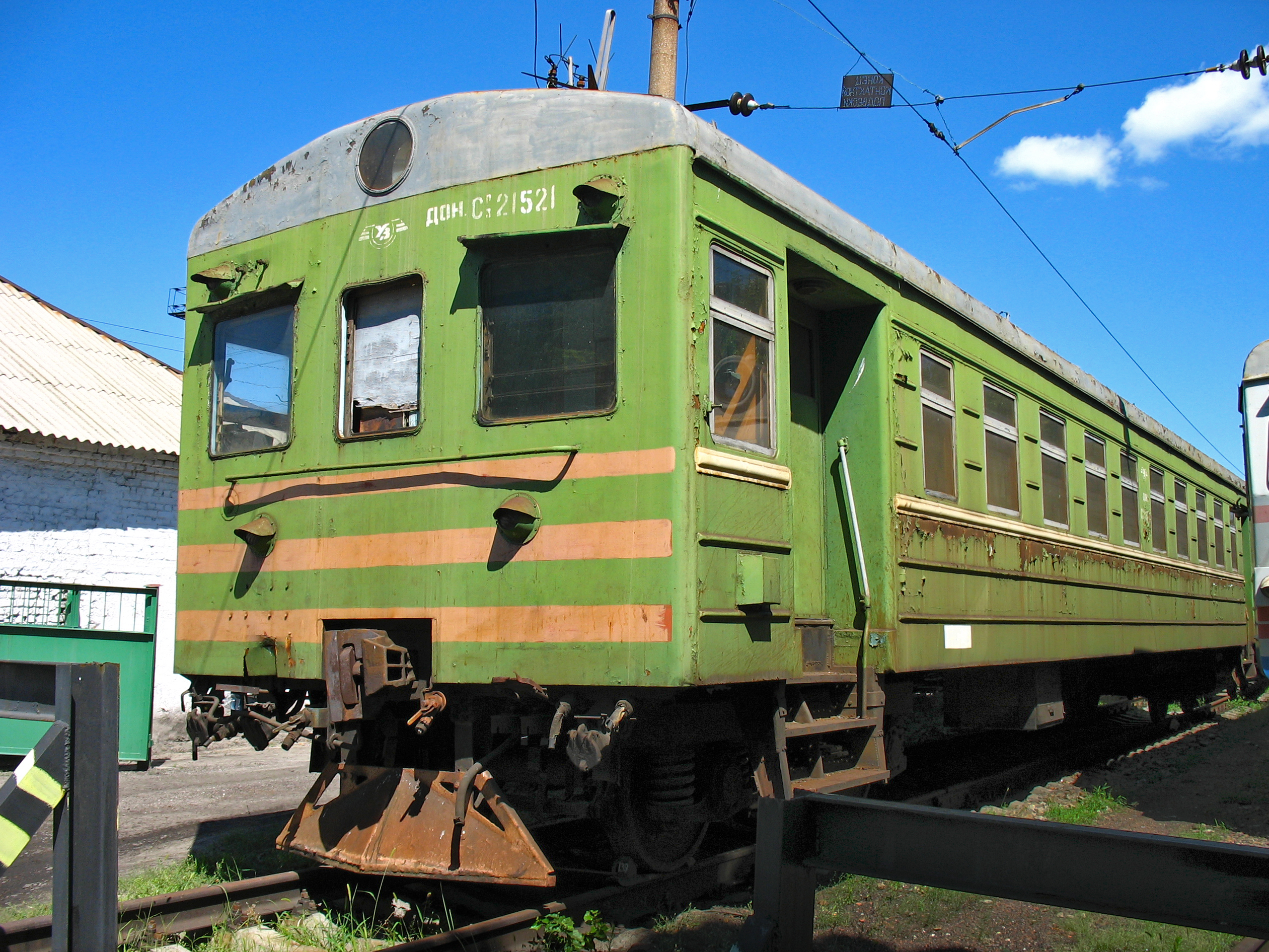
Электропоезд С−1521 в депо Славянск, 2008 год

После того, как количество секций СР стало достаточным для того, чтобы не ограничивать возможности перевода пригородных участков на напряжение 3000 В, выпуск их с октября 1952 года был заменён выпуском секций серии СР3, рассчитанных только на работу при напряжении 3000 В. На это указывает индекс 3 в названии серии.
Кроме того в конструкцию вагонов был внесён ряд изменений:
- ликвидировано багажное отделение;
- исключено оборудование для переключения ТЭД между различными напряжениями;
- введена промежуточная ступень возбуждения ТЭД (72 %);
- заменены электродвигатели на ДК-103Г, отличавшиеся от ДК-103А конструкцией щёткодержателя, способом крепления вентилятора и т. д.;
- установлен другой контроллер машиниста;
- прочие доработки.

Испытания показали, что у моторных вагонов СР3 больше плавность пуска, чем у их предшественников СР, лучше защита ТЭД, в частности, от боксования.
В дальнейшем вносились и другие изменения:
- прожектор был перенесён с крыши в верхнюю часть торцевой стенки кузова;
- стала применяться гофрированная внешняя обшивка.

Моторный вагон серии СР
3 весил 62 т, прицепные — 38,5 т. Общее число мест для сидения в секции — 321, из них 105 — в моторном вагоне. Максимальная скорость электросекции — 85 км/ч (могла развиваться на перегонах длиной 5 км).
Секции серии СР
3 с выходами на низкие платформы имели заводское обозначение СР
3-Н, на высокие — СР
3-В. Высокие платформы в основном имели направления с большим пассажиропотоком.
Всего в период с 1952 по 1958 год была построена 648 моторвагонная секция серии СР
3.
Параллельно с выпуском новых электросекций серии СР
3 производилось переоборудование секций СВ
 и СД
 для работы при напряжении 3000 В. Такие секции получили обозначение М
3.
Большинство моторвагонных секций серий СР
, СМ
, СР
3 и СМ
3, работавших в пригородном движении на Московской и Октябрьской железных дорогах, в начале 1960-х годов было оборудовано одностворчатыми раздвижными дверьми.
В 1960-х годах две электросекции СР
3 были переоборудованы в контактно-аккумуляторные поезда (с установкой аккумуляторных батарей на одном из прицепных вагонов) для обслуживания неэлектрифицированных участков дорог. Для зарядки аккумуляторная батарея подсоединялась к контактной сети на электрифицированных участках. Эти поезда эксплуатировались в основном на Прибалтийской железной дороге.

## Судьба электропоездов СР3

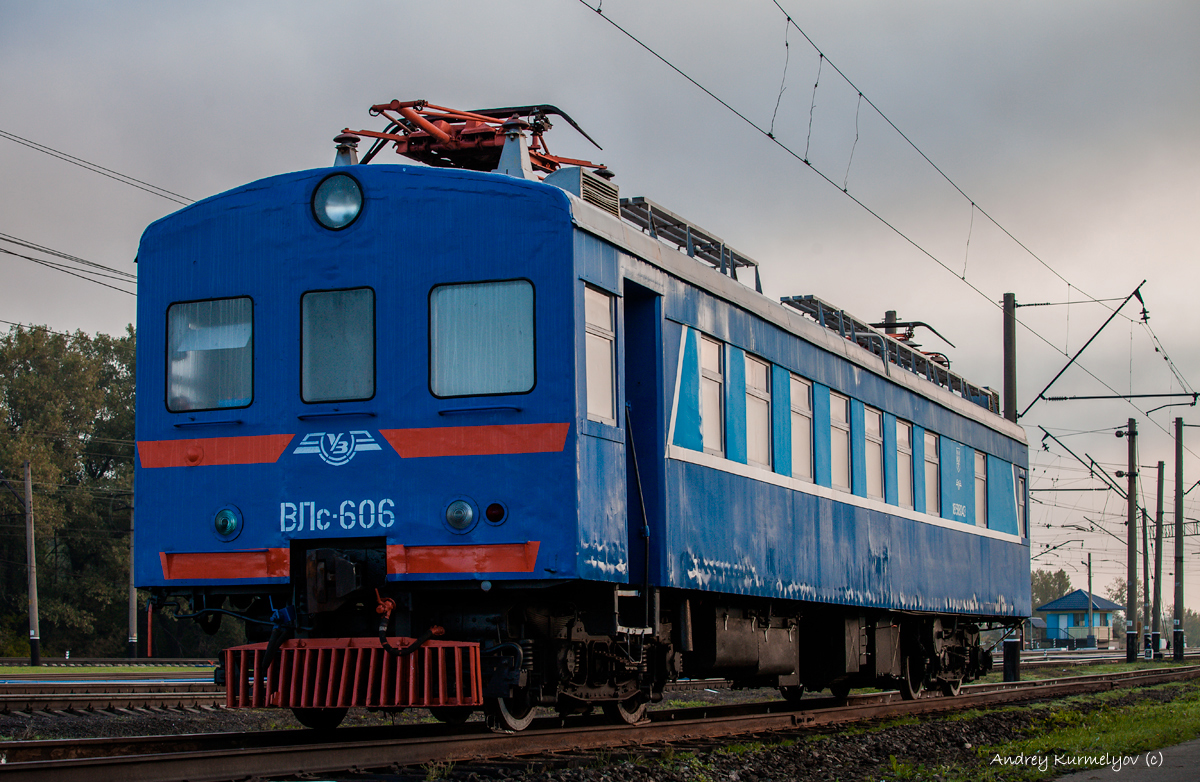
Электровагон ВЛс-606 (переоборудованный вагон секции С−606) на станции Ясиноватая

Массовое исключение из инвентаря моторвагонных секций серии СР3 началось в конце 1980-х годов.
- В России электропоезда СР
3 работали на линии Кандалакша — Апатиты до середины 1990-х годов; дольше всего в пригородной зоне Ярославля — последние из них были исключены из инвентаря в конце 1997 года (линия Ярославль-Александров).
- На Украине СР
3 работали на Львовской, Донецкой и Приднепровской дорогах до начала 2000-х годов. Также до мая 2012 года две секции СР
3 (1524 и 1758) продолжали работать на ведомственной линии Орджоникидзевского ГОКа в Днепропетровской области Украины. В сентябре 2012 года эти поезда были выставлены на продажу[1]. В 2014 году Ср3-1524 (настоящий номер 1637) передана из ОГОКа в музей ЮЖД в Харькове. В экспозиции только один моторный вагон[2][3].
- На Грузинской железной дороге до 2012 года эксплуатировались одновагонные электромотрисы[4] (линия Хашури-Сурами), переделанные из моторных вагонов электросекций.
- Электросекция СР
3−1687 в 1994 году передана в Музей Октябрьской железной дороги (в 2017 году переименован в Музей железных дорог России) в Санкт-Петербурге. По непонятным причинам порезана на базе запаса Зеленогорск в 2007 году[5].
- Электросекция СР
3−1775 является экспонатом Музея истории железнодорожной техники Московской железной дороги (была установлена на площадке натурных образцов на Рижском вокзале в Москве)[6].
- Электросекция СР
3−1668 постройки 1957 года эксплуатировалась на Октябрьской, Приволжской и Северной дорогах, после чего была передана на баланс ВНИИЖТ и отправлена на испытательный полигон ВНИИЖТ в Щербинке. Машина была отреставрирована в начале 2000-х годов и до 2009 года работала действующим музейным экспонатом на Экспериментальном кольце ВНИИЖТ. В 2021 году снова доведена до рабочего состояния, с использованием частей от вышеупомянутой секции СР
3−1775. Работники полигона сделали из двух донорских колёсно-моторных блоков один, переставили его на моторный вагон СР
3−1668; восстановили рычажную передачу, а также взяли с музейной электросекции токоприёмник. Согласно техническим инструкциям ОАО «РЖД» электросекция не может полноценно работать с пассажирами, однако может использоваться как ретропоезд при движении по кольцу со скоростями не выше 50 км/ч[7].

## Галерея

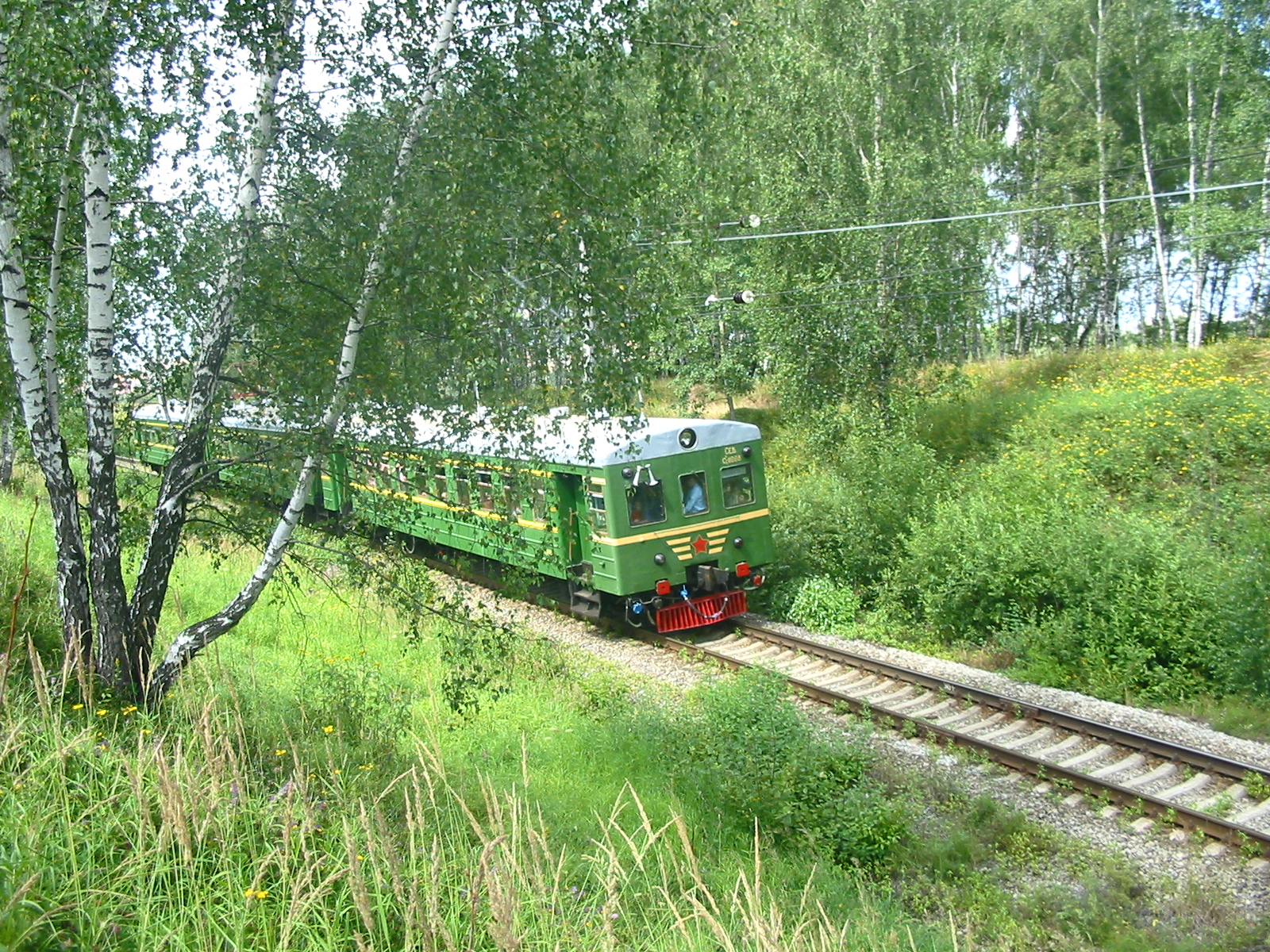
СР3-1668, кольцо ВНИИЖТ
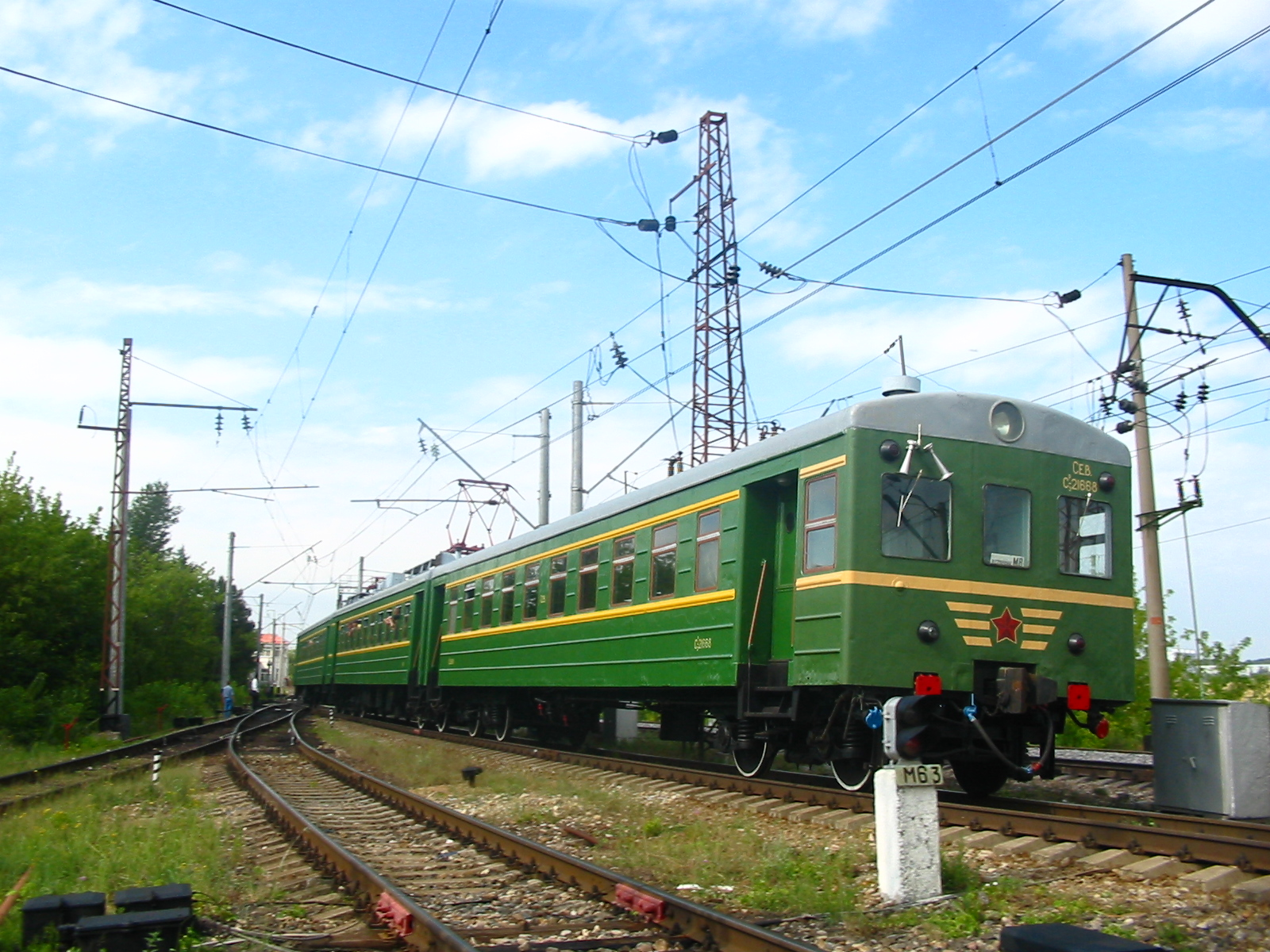
СР3-1668, кольцо ВНИИЖТ
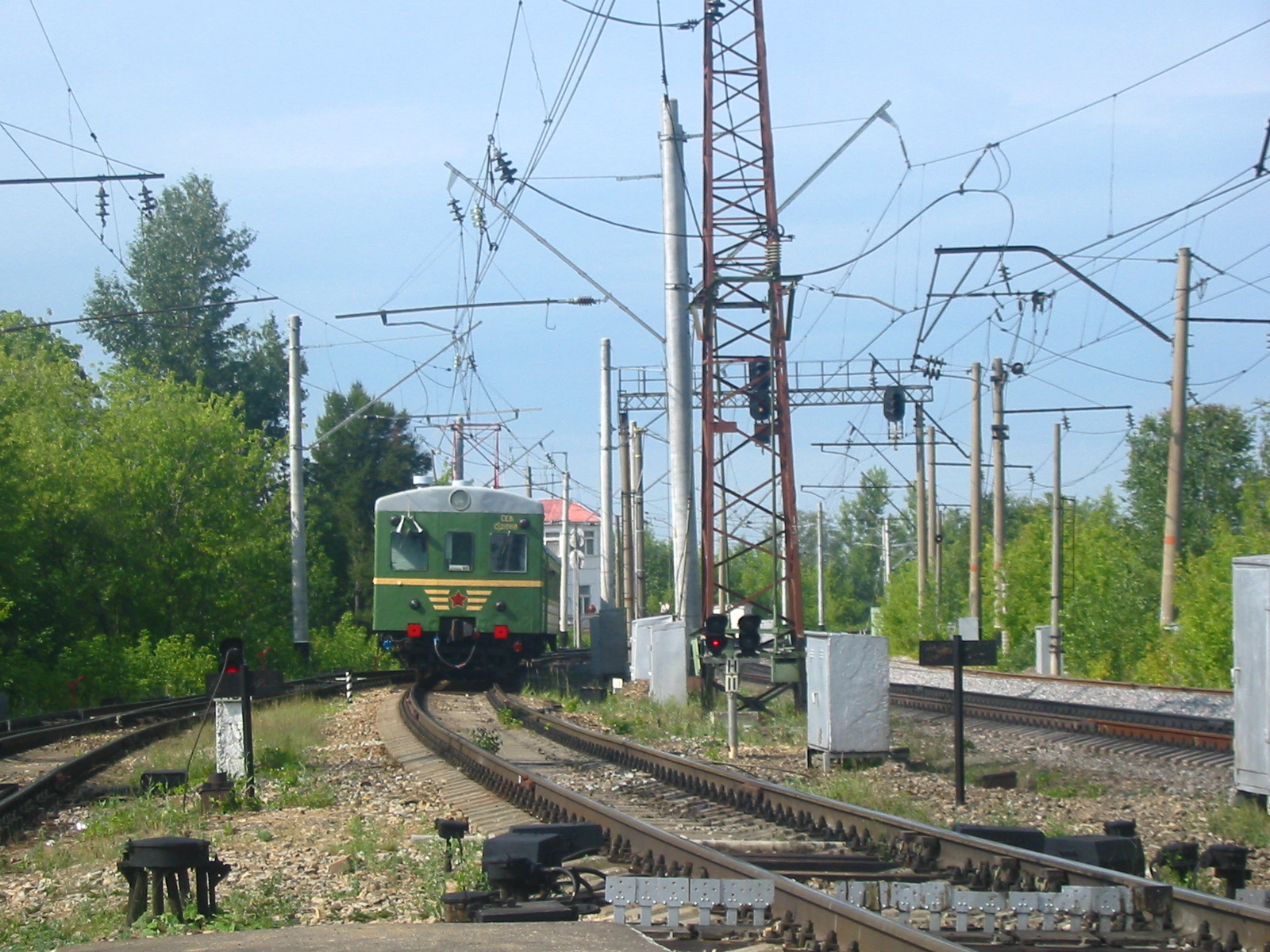
СР3-1668, кольцо ВНИИЖТ
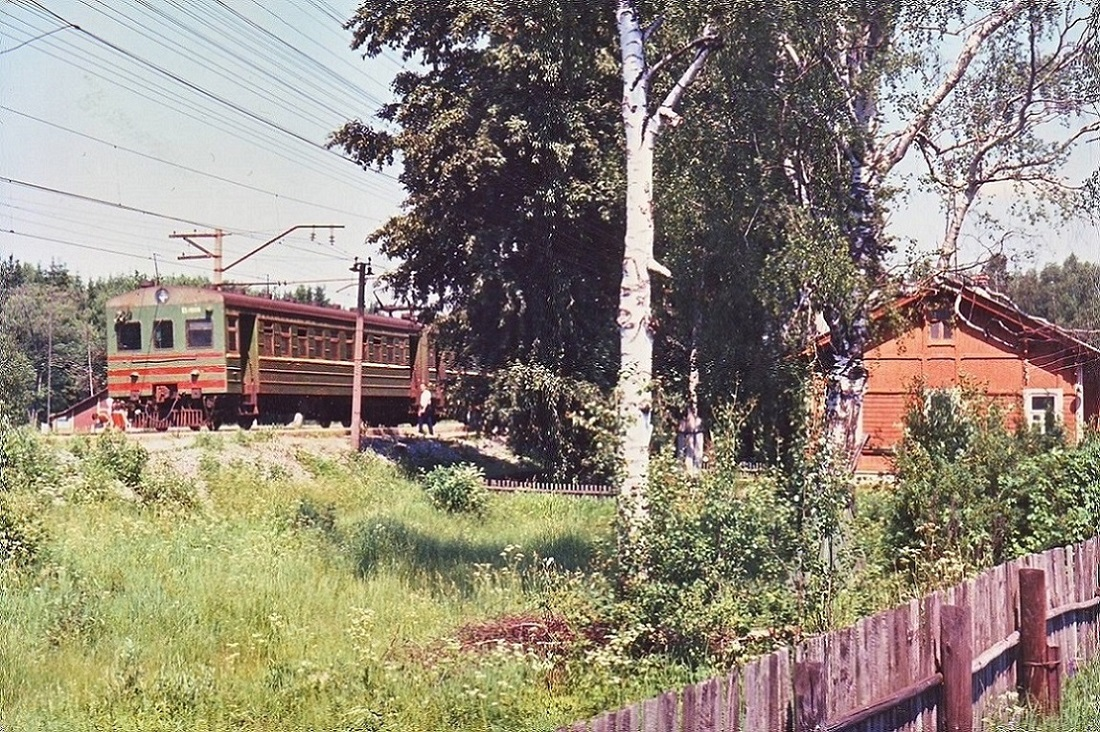
СР3-1668, Ярославская область, перегон Пучковский - Путятино
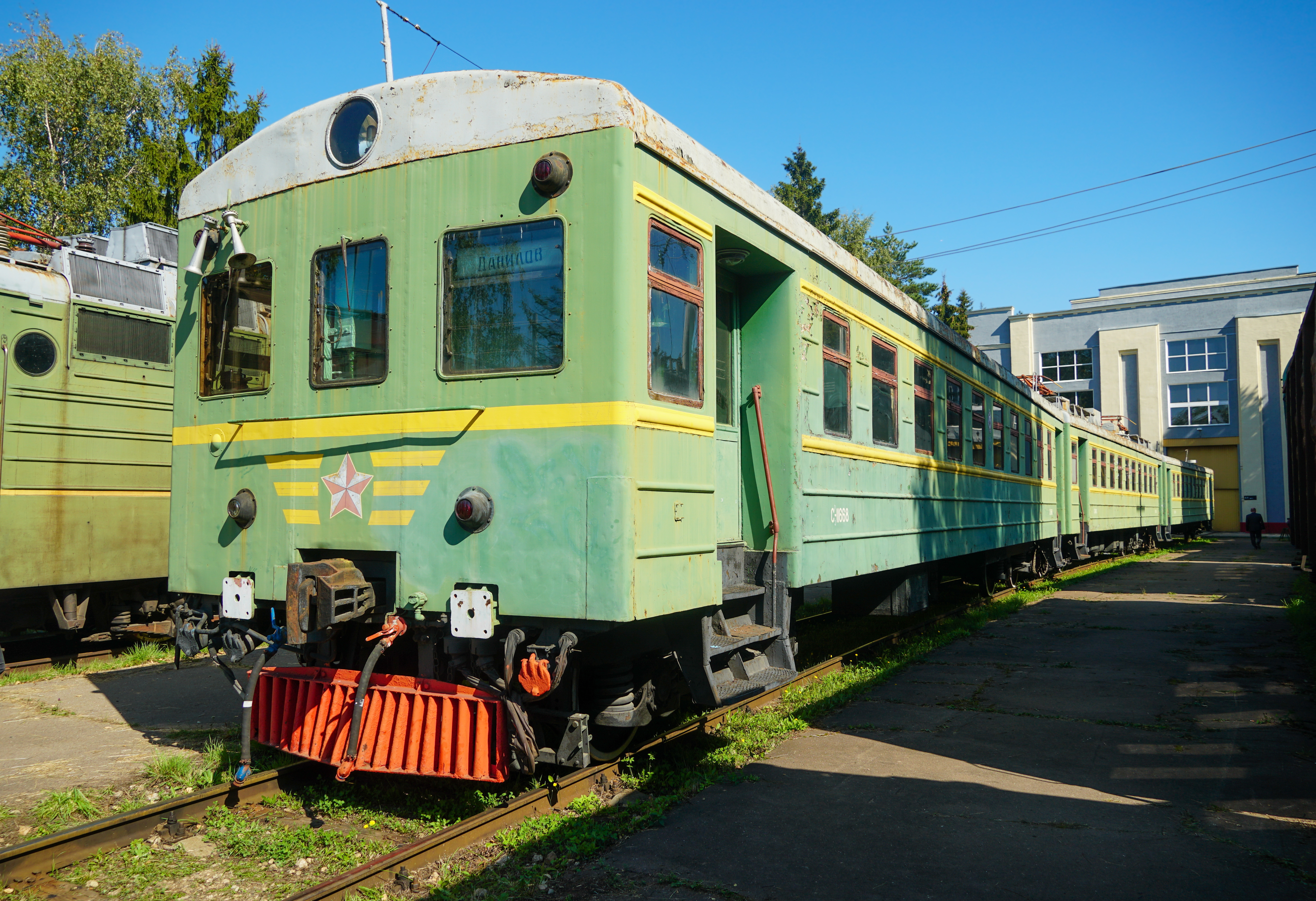
СР3-1668, кольцо ВНИИЖТ
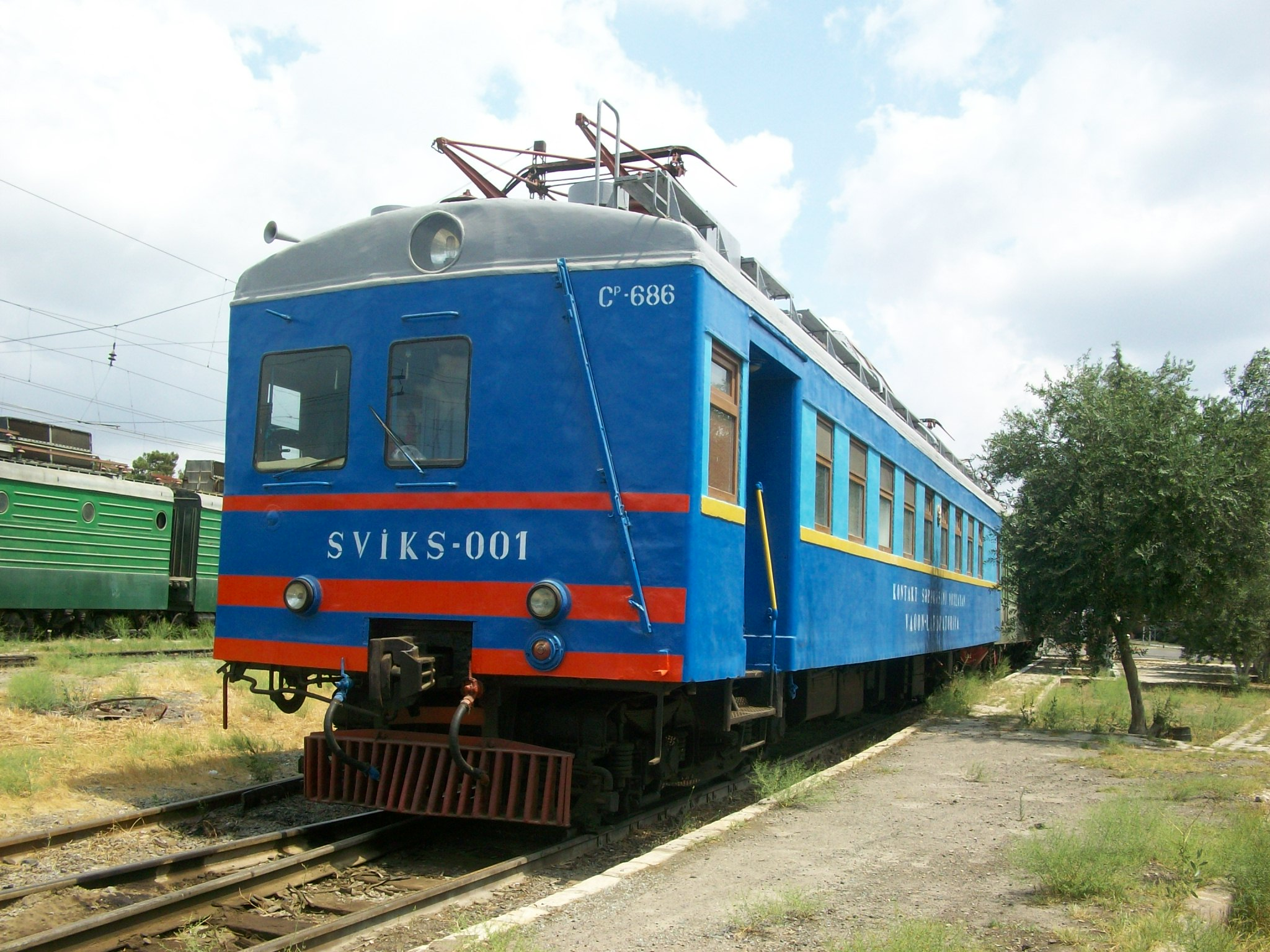
СР-686 (СВИКС-001)
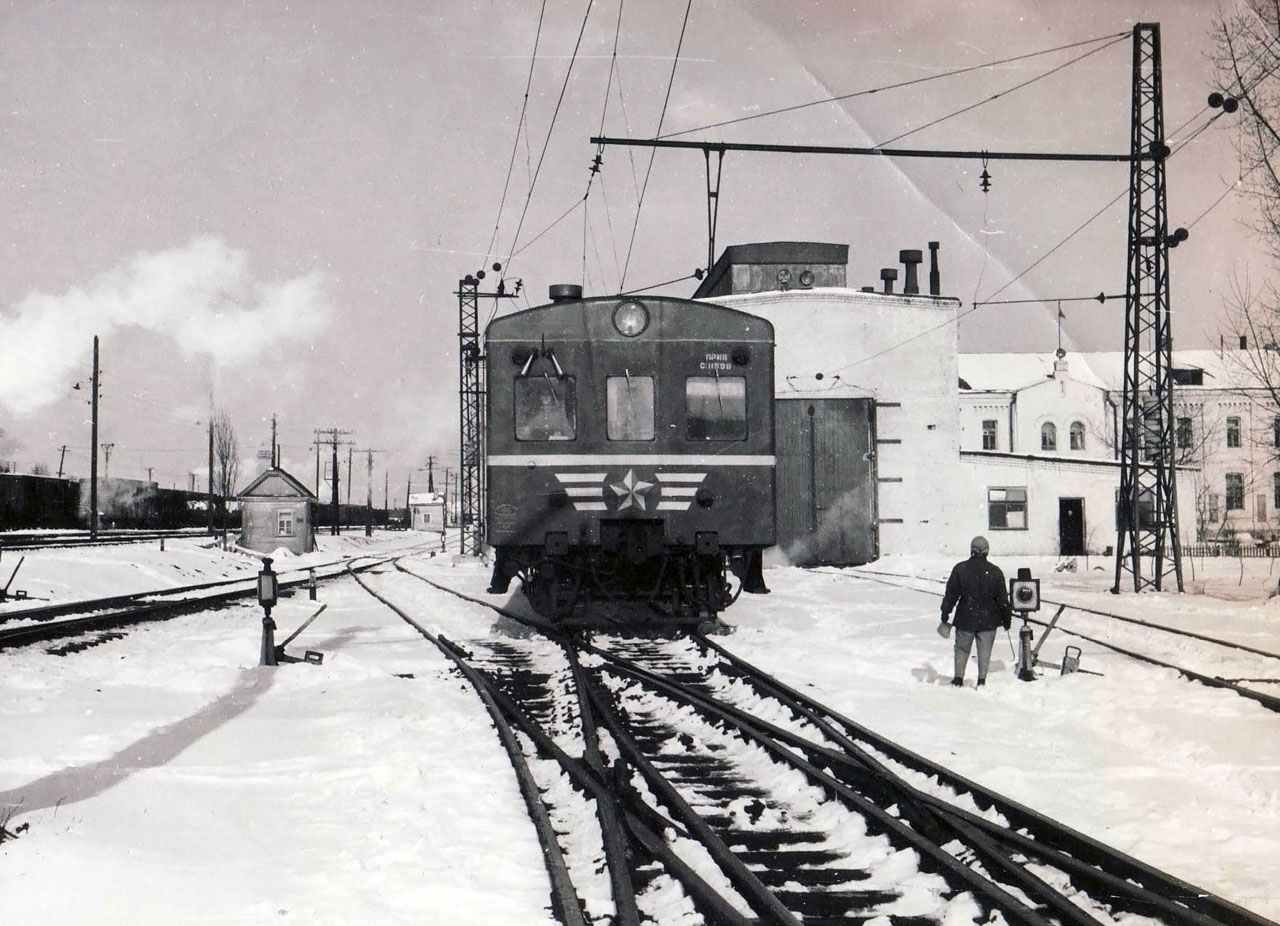
СР3-1598, депо Волгоград-Пассажирское
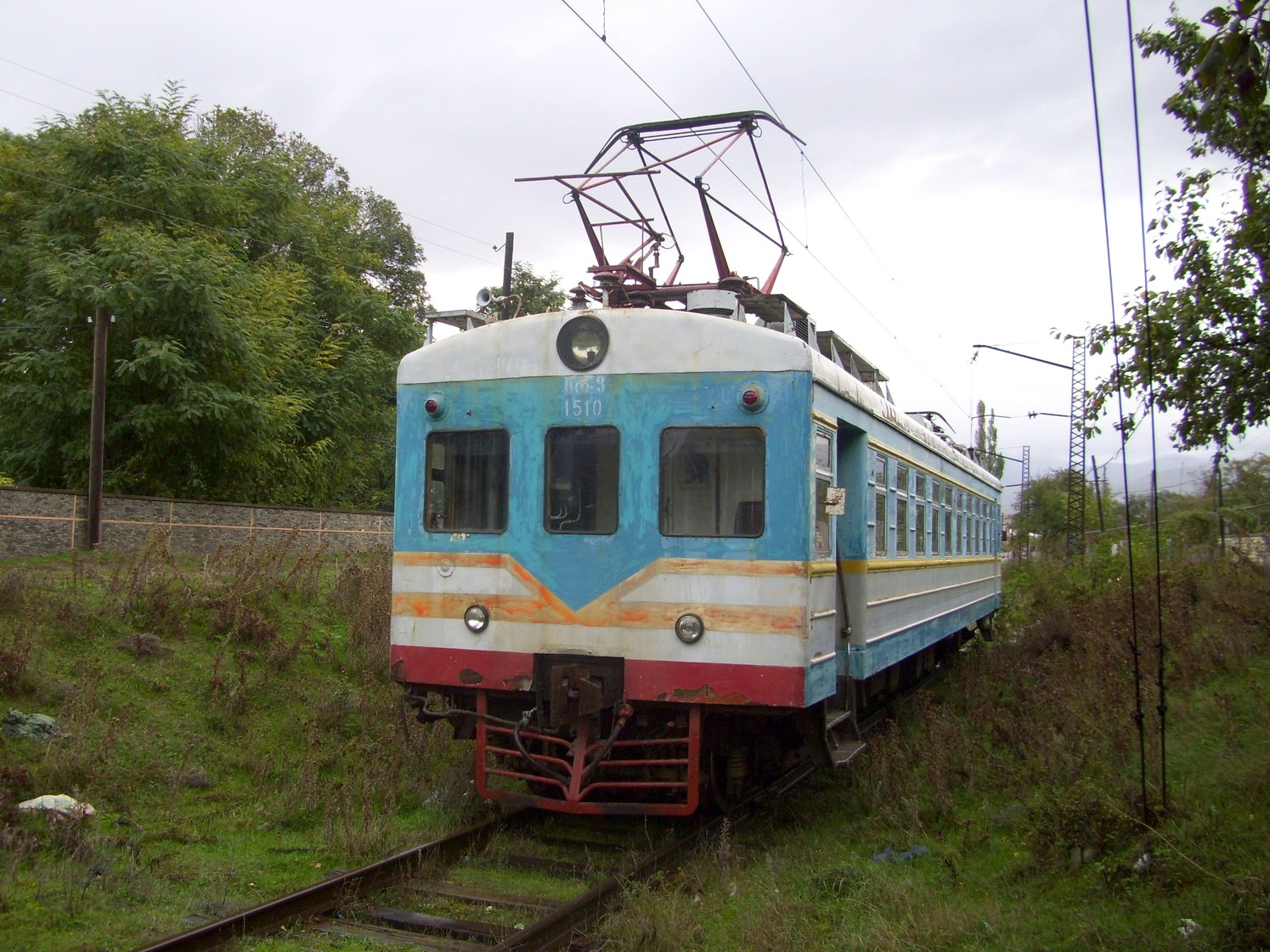
Электромотриса СР-1510 на перегоне Сурами - Хашури
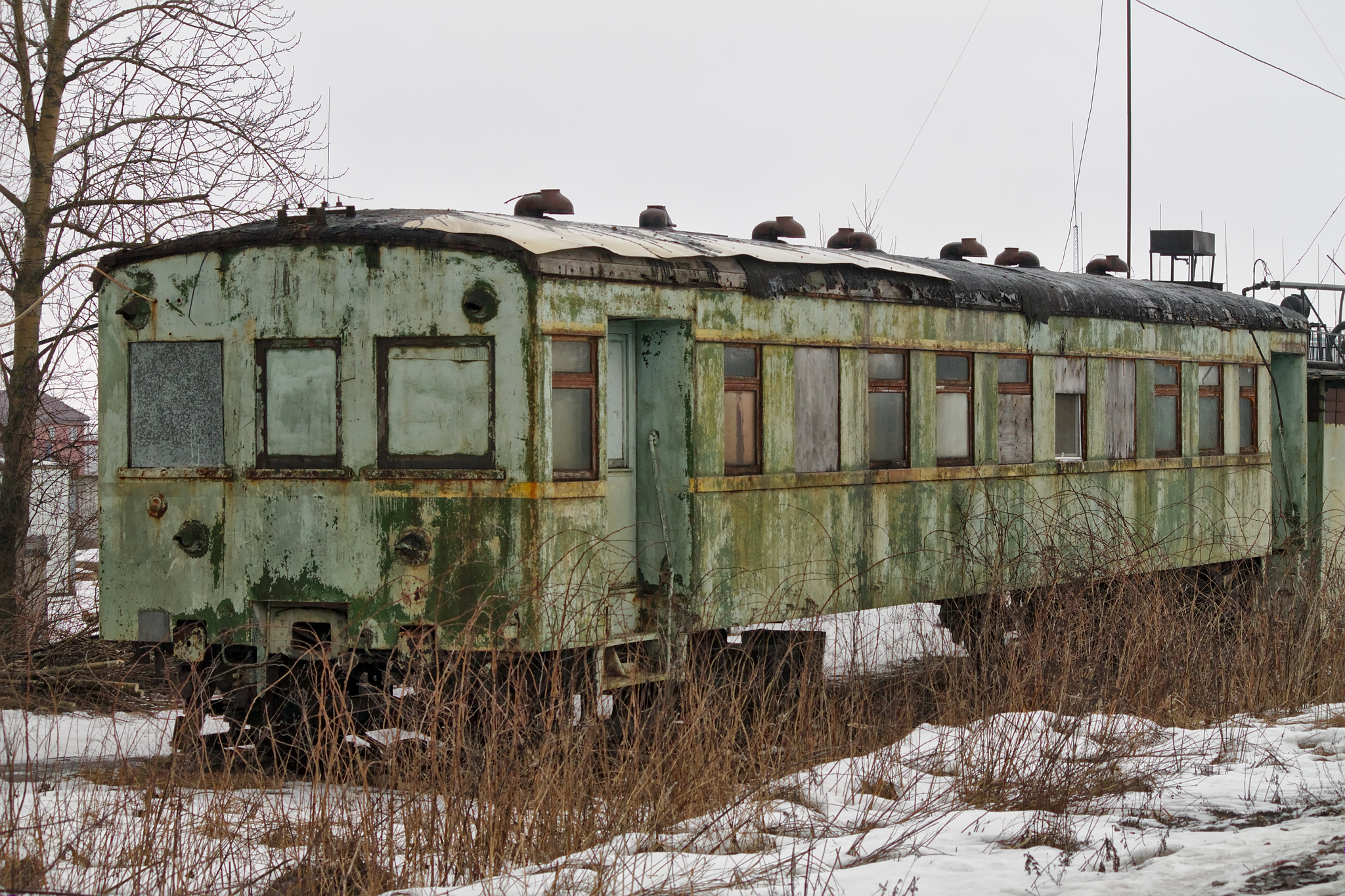
Вагон электропоезда С** на станции Верево

### Комментарии
1. 1 2 3  Нумерация первых 10 моторных вагонов CР
3-В неизвестна.
2. ↑  Опытный моторный вагон №165.
3. ↑  Вагон Cд261 не был достроен до начала ВОВ, после окончания войны был достроен по проекту СМ.
4. ↑  Точное число не известно, так как сохранилась нумерация только моторных вагонов.